# Salicus
 (décembre 2023).
Si vous disposez d'ouvrages ou d'articles de référence ou si vous connaissez des sites web de qualité traitant du thème abordé ici, merci de compléter l'article en donnant les références utiles à sa vérifiabilité et en les liant à la section « Notes et références ».
Le salicus (du latin salio, salire, sauter, jaillir, bondir, saillir) est un neume utilisé en chant grégorien. Il se présente sous deux formes.

## Trois notes ascendantes
La notation carrée ne distingue pas le scandicus du salicus, de même mouvement mélodique. Les éditions de Solesmes notent ce dernier avec un épisème vertical sur la deuxième note . Il s'agit d'un dérivé de l'oriscus, ce que l'on voit dans la notation de St Gall , où la première note est d'ornement (ce que refléterait la notation ).
La notation de Laon ne distingue jamais le Salicus d'une Virga praepunctis, ce qui suggère que dans les deux cas, les deux premières notes sont des notes légères de transitions, seule la virga finale étant réellement épanouie. En pratique, les deux premières notes du salicus sont de toute manière brèves, mais la seconde reçoit un petit accent d'intensité correspondant à une attaque de neume, qui n'a pas de raison d'être dans le cas d'une Virga praepunctis.
Le salicus souffre souvent d'une interprétation fautive dans les communautés qui utilisent le chant grégorien liturgique : l'épisème vertical de la deuxième note est traduit par une accentuation de durée, et non d'intensité, qui va souvent jusqu'au doublement de la note. La notation de Laon montre clairement que cette interprétation ne reflète pas le rythme d'origine.

## Répercussion avant unpodatus
La deuxième forme du salicus, une répercussion précédant un podatus, est une notation moderne qui n'a pas de correspondance nette en notation cursive. Cette forme se trouve majoritairement au-dessus d'un demi-ton, sur un Fa ou un Do ; elle est peut-être associée à un effet mélodique jouant sur le demi-ton inférieur.
En notation cursive, cette forme transcrit souvent la superposition d'une virga préfixe suivie d'un podatus. L'interprétation rythmique qui s'en déduit est de bien marquer la première note, faire un rebond léger sur la seconde (répercussion), et donner une valeur pleine à la troisième.
La notation cursive de cette forme révèle parfois un porrectus ou un climacus (voire un salicus). Il s'agit probablement d'une remontée du Mi ou du Si au demi-ton supérieur, la première note a été ramenée au niveau de la seconde, dont elle différait initialement par un demi-ton. Dans ce cas, l'interprétation reflétant le mieux l'origine est probablement d'interpréter les deux premières notes de manière légère et avec une petite répercussion mélodique (comme une distropha) et de ne donner une valeur pleine qu'à la troisième note.